# Georgette Agutte
Georgette Agutte, dite aussi Georgette Agutte-Sembat, née le 17 mai 1867 à Paris et morte le 6 septembre 1922 à Chamonix, est une artiste peintre, sculptrice et collectionneuse d'art française.

## Biographie

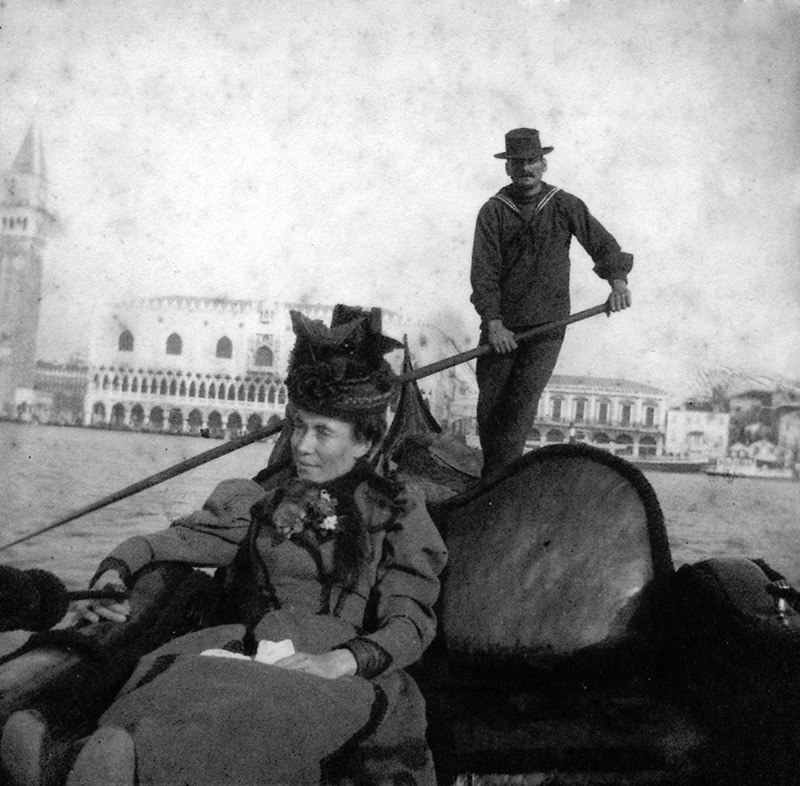
Georgette Agutte à Venise vers 1910, photographie anonyme, musée de Grenoble.

Louise Georgette Agutte est la fille de Marie Debladis et du peintre Jean-Georges Aguttes(5 juin 1840-6 janvier 1867). Elle est née dans le 4e arrondissement de Paris quelques mois après le décès accidentel de son père.
Sa mère se remarie avec Pierre-Nicolas Hervieu, négociant en métaux à Paris.
Elle apprend la sculpture auprès de Jean-Louis-Désiré Schrœder et expose au Salon des artistes français en 1887.
Grâce au critique Paul Flat, qu'elle épouse en 1888, elle rencontre vers 1893 René Piot, élève de Gustave Moreau, qui l'incite à suivre en auditrice libre les cours de ce peintre à l'École des beaux-arts de Paris. Elle y croise, entre autres, Henri Matisse et Georges Rouault. Elle retient de l'enseignement de Moreau, où elle est la seule femme, une certaine liberté et une grande indépendance d’esprit,.
Après son divorce de Paul Flat en 1894, elle se remarie le 27 février 1897 avec Marcel Sembat, déjà amoureux d'elle depuis 1889.
Elle travaille dans un atelier installé à Bonnières-sur-Seine dans la maison natale de son mari, Marcel Sembat, mécène et ami sincère de divers artistes d'avant-garde comme Matisse, Paul Signac, Maximilien Luce ou André Metthey. Marcel Sembat était membre du Salon d'Automne de 1905 et défendait « la liberté en art » et l'art pour le plus grand nombre.
À partir de 1904, elle expose aux Salon des indépendants. Elle participe aussi à la création du Salon d'automne, y exposant régulièrement.
De 1897 à 1922, le couple partage son temps entre leur maison de Bonnières-sur-Seine, leur maison de Paris du 11, rue Cauchois, au pied de la butte Montmartre, et un chalet — Le Murger — qu'ils ont fait construire à Chamonix. Le couple voyage également beaucoup, comme en témoignent de nombreuses aquarelles réalisées par Agutte.
Elle est une adepte du ski, et fut membre du Club Alpin Français (section de Chamonix).
Elle est également membre du Parti Socialiste dans les années 1910 et 1920.
Après la mort de Marcel Sembat en 1922 à la suite d'une hémorragie cérébrale à Chamonix, elle se suicide après avoir rédigé deux phrases sur un billet : 
« Voici douze heures qu’il est parti. Je suis en retard ».
Elle est enterrée au cimetière de Bonnières-sur-Seine, ville natale de Marcel Sembat, dans une tombe qu'elle partage avec lui.

## L'œuvre
Liées à son legs effectué en 1923, ses principales œuvres sont conservées au musée de Grenoble, où une rétrospective fut présentée à la fin de décembre 2003.

### Peinture
La peinture de Georgette Agutte est d'abord fortement influencée par le postimpressionnisme puis, sous l'influence de son ami Henri Matisse, évolue vers un fauvisme modéré. L'utilisation de couleurs franches se retrouve par exemple dans son tableau Nature morte aux pastèques, vase et tapis (1912-1914, musée de Grenoble). Elle est considérée avant tout comme une coloriste. A partir de 1912, elle est l'une des premières artistes à travailler la peinture sur fibrociment, technique qu'elle utilise de manière régulière jusqu'à la fin de sa carrière, pour réaliser notamment des décors et des peintures murales.
Dès 1904, elle expose au Salon des indépendants et au Salon d'automne. De 1908 à 1919, Agutte expose régulièrement à Paris à la galerie Georges Petit, à la galerie Eugène Druet et à la galerie Bernheim-Jeune, lesquelles sont parmi les plus influentes de l'époque.

### Sculpture
Georgette Agutte sculpte le Monument à Jules Guesde, inauguré en 1925 à Roubaix, dont le buste en bronze surplombant la tribune a été modelé du vivant du fondateur du Parti ouvrier.

### Tapisserie
Georgette Agutte a fourni plusieurs modèles à l'école nationale d'art décoratif d'Aubusson. Un paysage de montagne tissé est exposé au Salon des artistes décorateurs de 1921. Lors de l'Exposition internationale des Arts décoratifs de 1925 à Paris, l'école nationale d'art décoratif d'Aubusson présente sur son stand au Grand Palais, un écran de cheminée avec un Bouquet de soucis, tapisserie d'Aubusson tissée en 1923 et montée sur un bois de l'ébéniste Léon Jallot (1874-1967)[réf. nécessaire].

### Dessins
- Vue de Green Park dans le quartier de Piccadilly à Londres, 1916, gouache sur papier, musée des Beaux-Arts d’Orléans[15].

Œuvres de Georgette Agutte
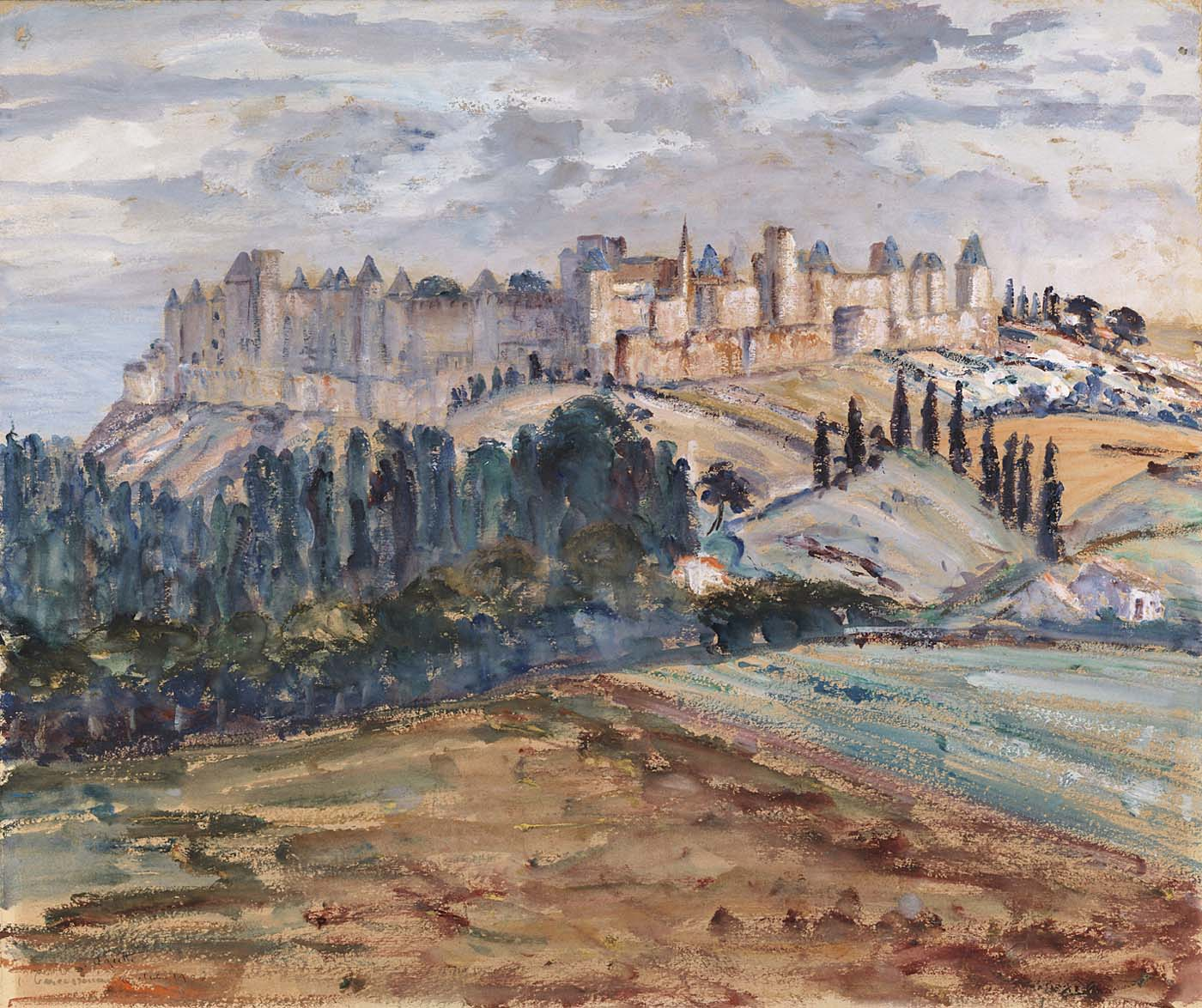
Château fort (1903), Washington, Smithsonian American Art Museum.
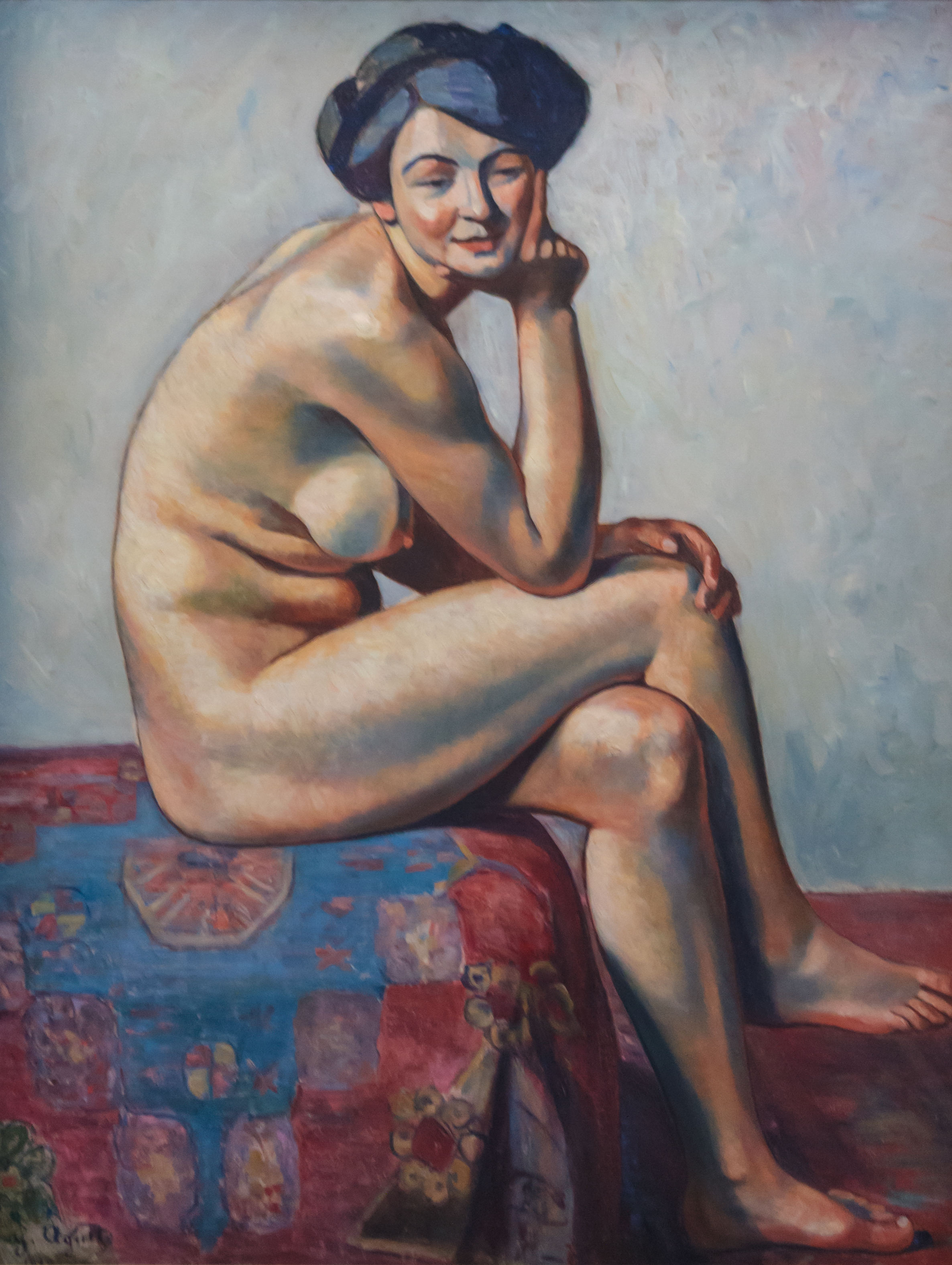
La japonnaise nue (1910) - Musée de Grenoble
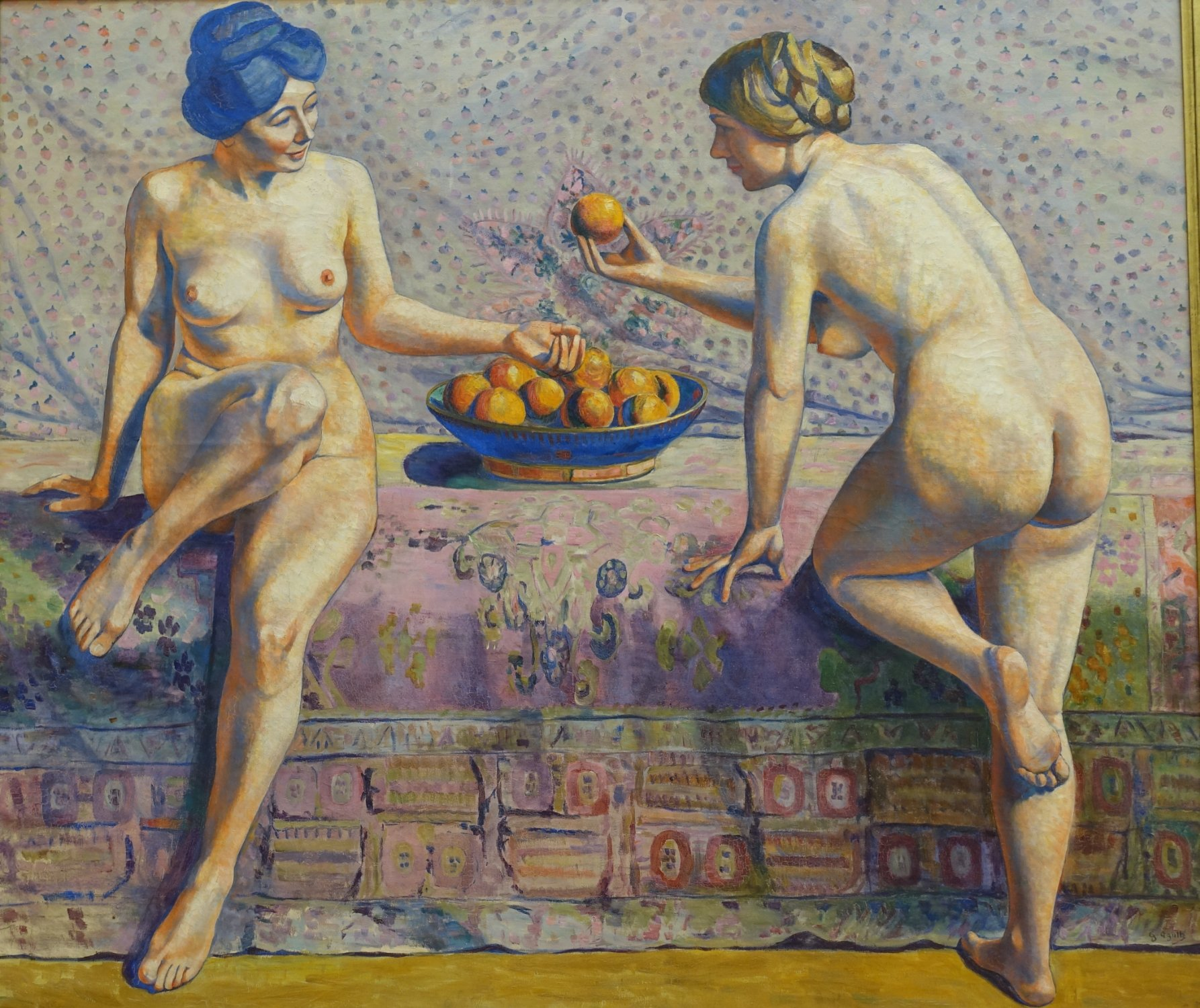
Les femmes à la coupe d'oranges (entre 1910 et 1912) - Musée de Grenoble
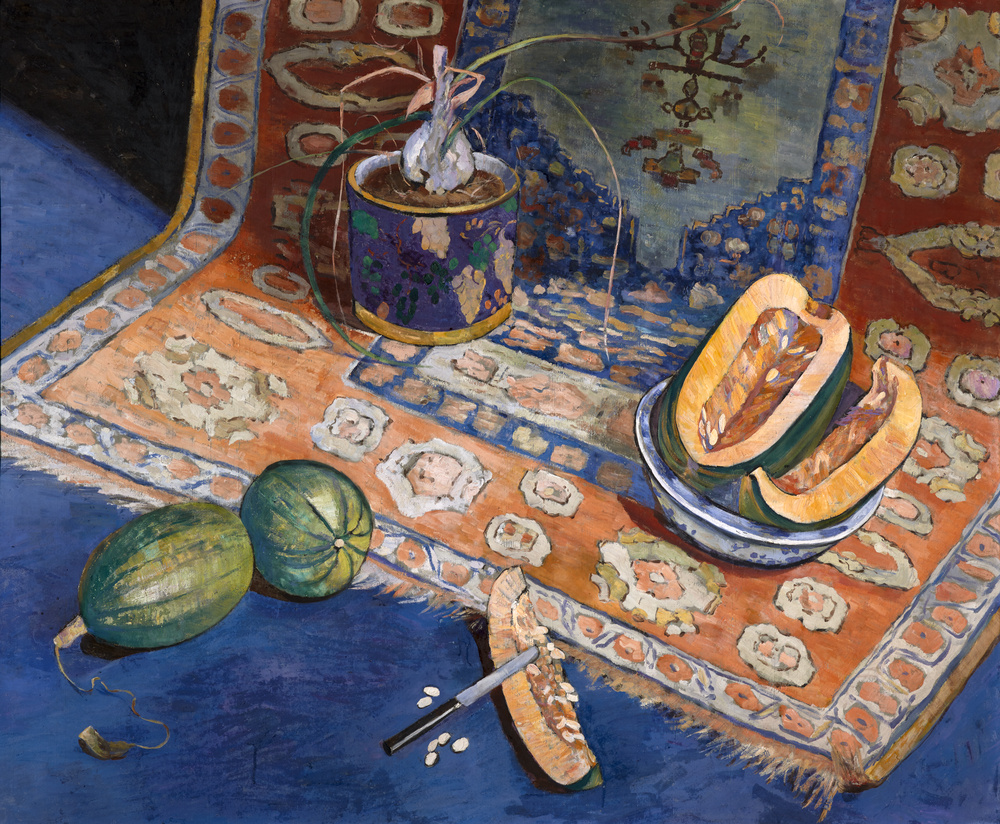
Nature morte aux pastèques, vase et tapis (1912-1914) - musée de Grenoble.
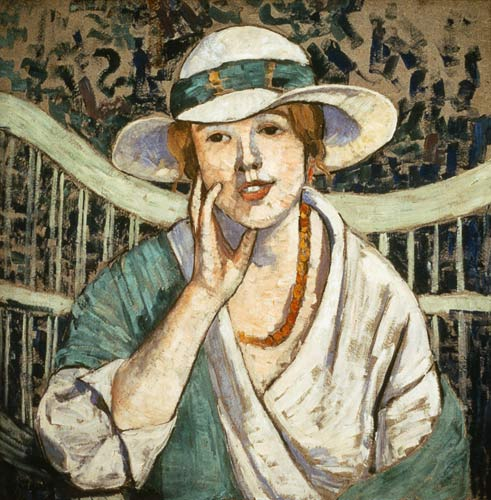
Le Chapeau blanc et vert (1914), musée de Grenoble.
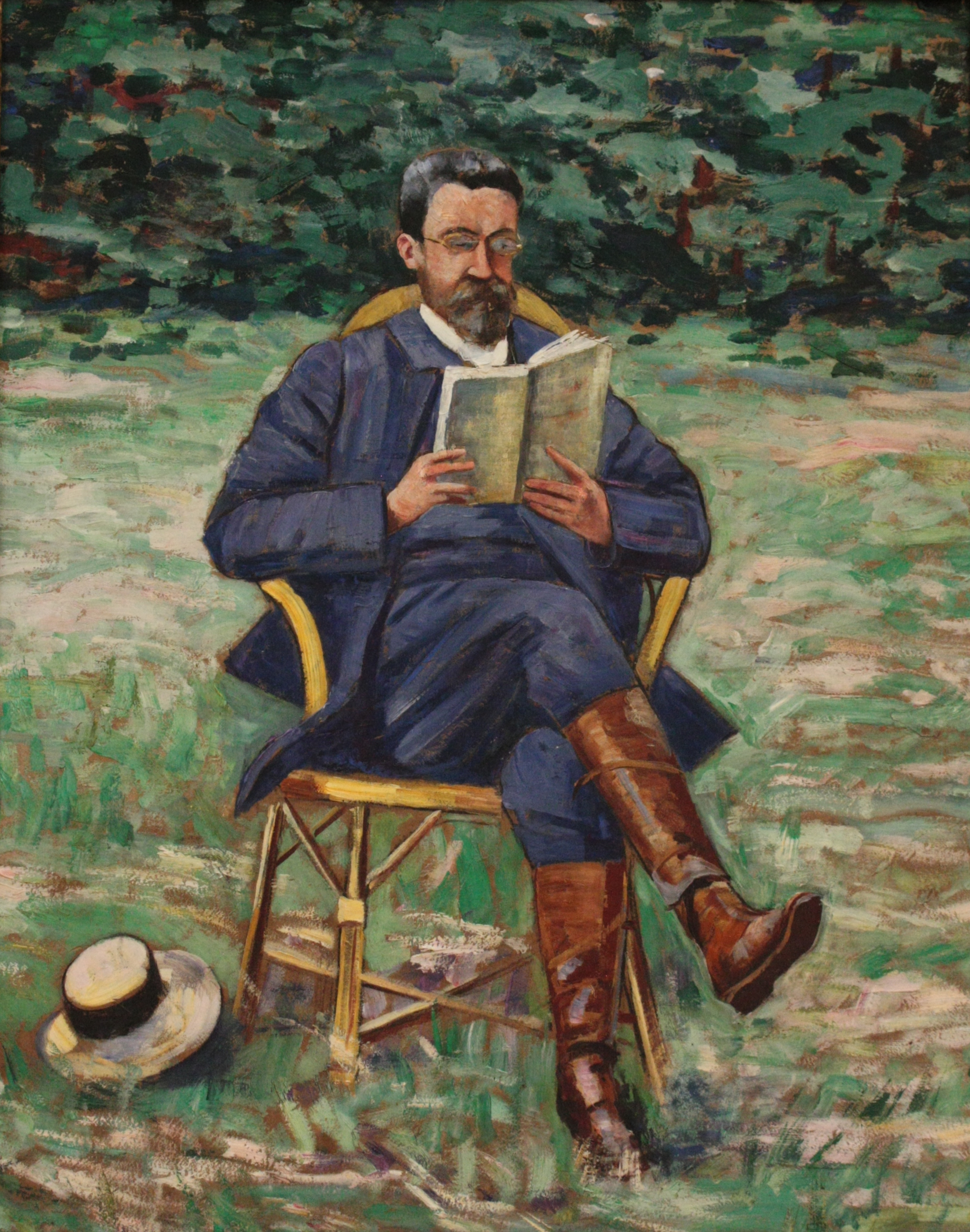
Marcel Sembat lisant, musée de Grenoble.
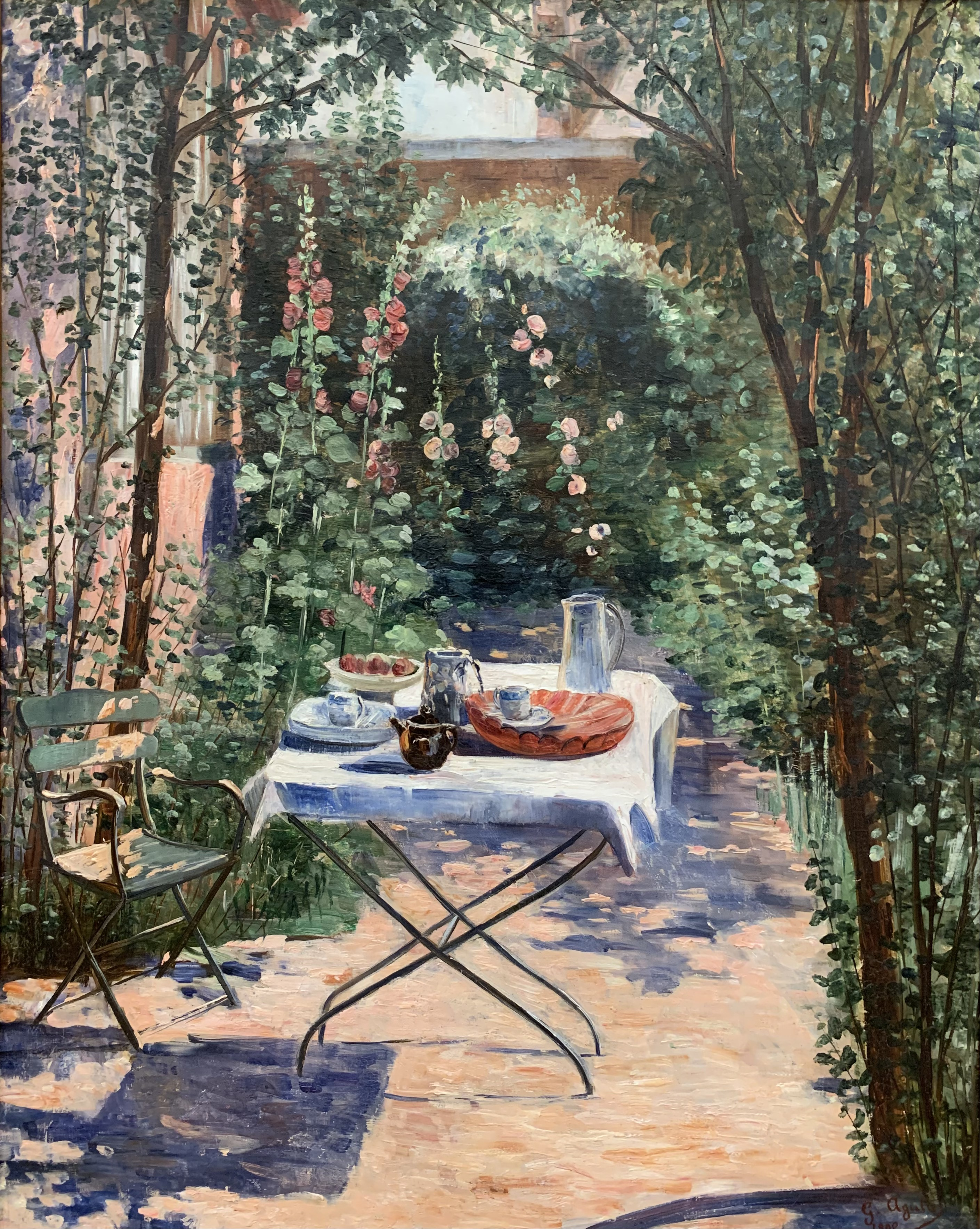
Le Café dans le jardin, Georgette Agutte (1890-1920) - musée de Grenoble.
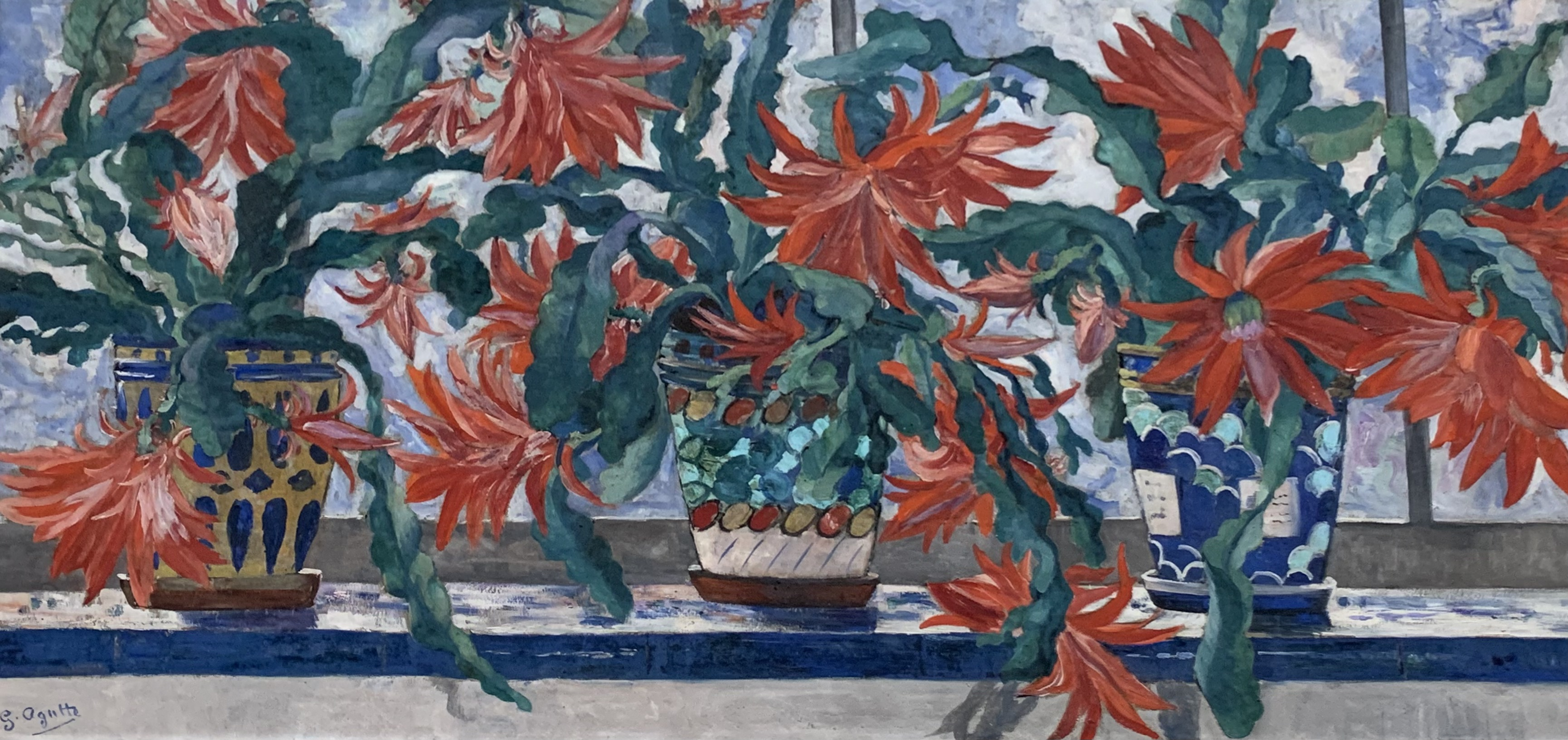
Cactus, Georgette Agutte (1890-1920) musée de Grenoble.
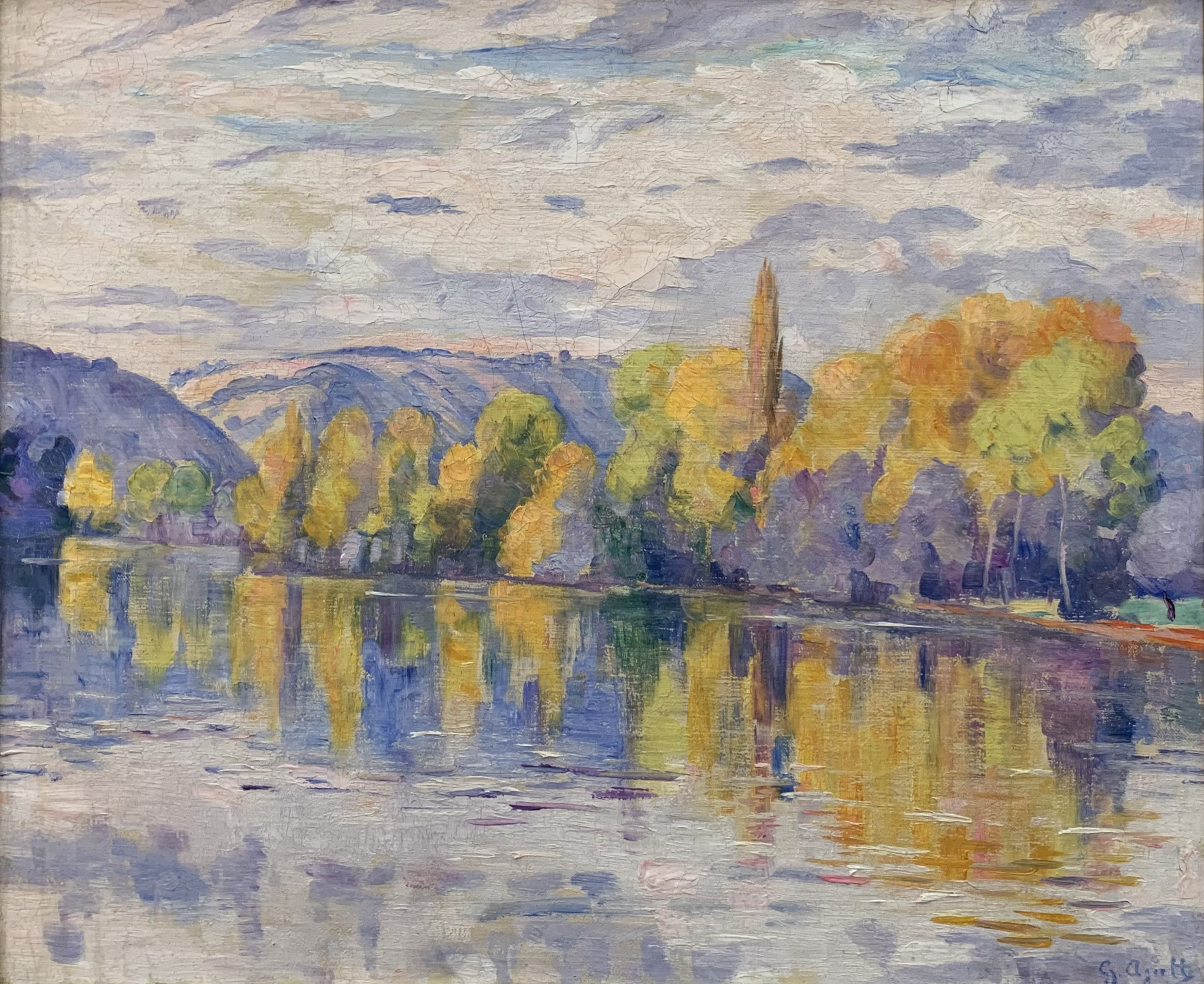
Bord de Seine à l'automne, Georgette Aguette (1890-1920) - musée de Grenoble.

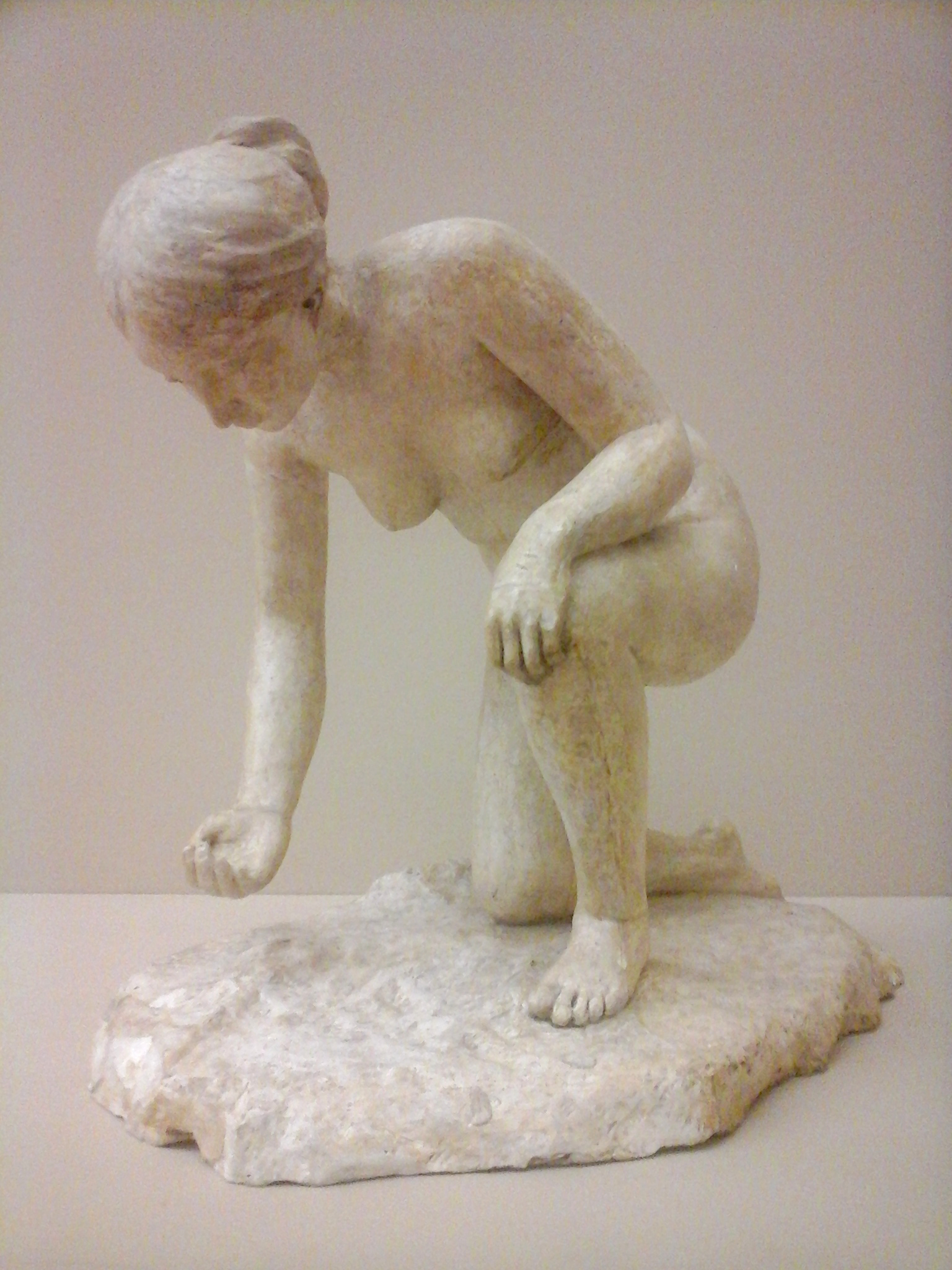
La Source (1902), musée de Grenoble.
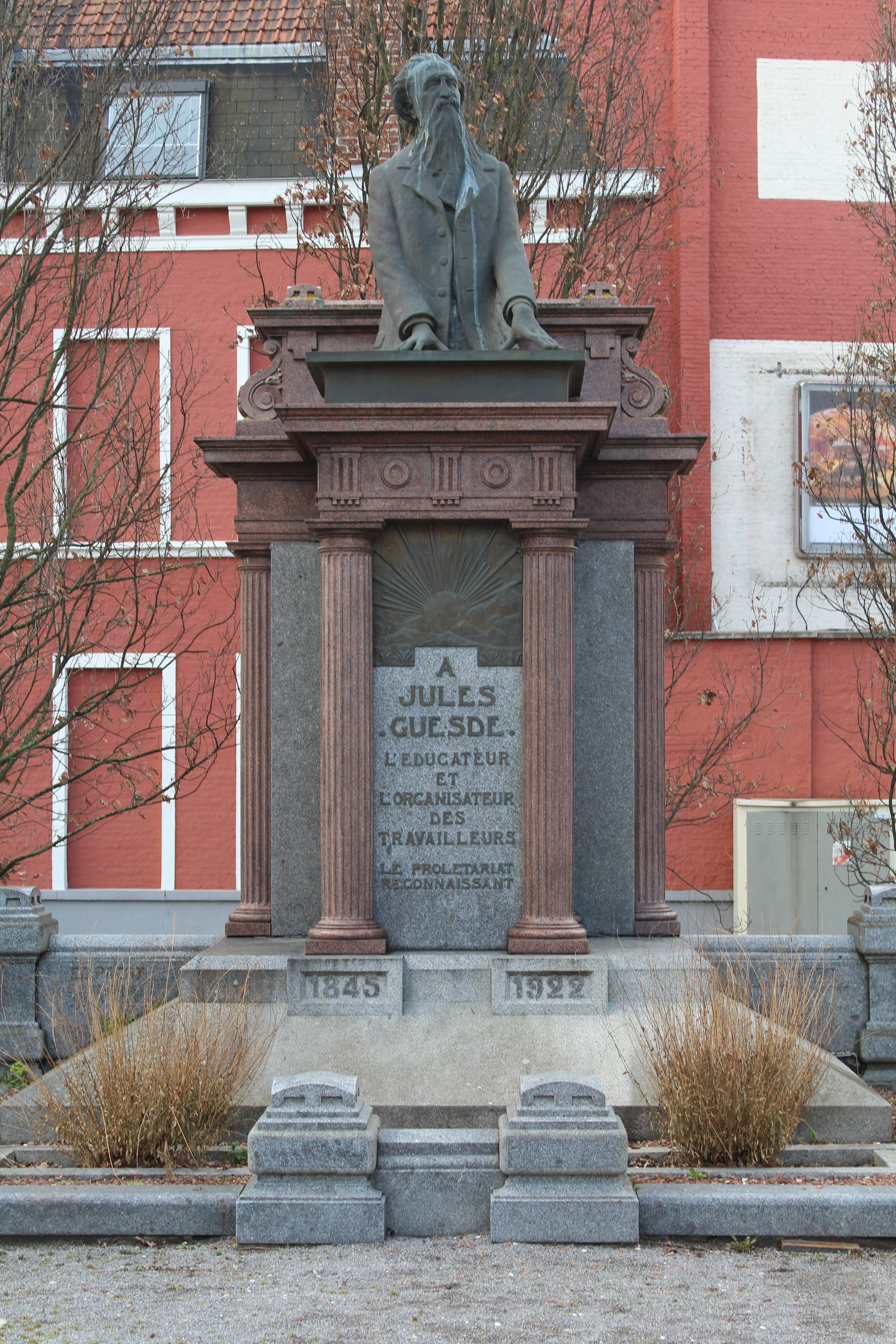
Monument à Jules Guesde (1925), Roubaix.

## La collectionneuse d'art
Avec son mari Marcel Sembat, Georgette Agutte collectionne de nombreuses œuvres d'artistes contemporains qui sont également ses amis, parmi lesquels Paul Signac, Henri Matisse, André Derain ou Kees van Dongen[réf. nécessaire].
Dans ses dernières volontés, Agutte indique qu'elle souhaite léguer toutes ces œuvres à « un musée de province ». Le musée de Grenoble, en tant que premier musée d'art contemporain, est le seul à pouvoir exposer des œuvres d'artistes vivants et hérite donc en 1923 de cette collection composée de 44 peintures, 24 dessins, 20 céramiques et deux sculptures.

## Hommages
Une rue du XVIIIe arrondissement de Paris porte son nom, ainsi qu'une rue à Chambéry et le boulevard Agutte-Sembat à Grenoble. On trouve également un square Georgette-Agutte à Saint-Gratien (Val-d'Oise). Le centre de loisirs bâti dans le parc de la villa de Bonnières-sur-Seine porte également son nom. Une petite ville de l'Isère, Beaurepaire, a baptisé aussi l'une de ses voies rue Agutte-Sembat. La ville de Narbonne (Aude) compte également une rue Georgette-Agutte. Une voie de la commune de Champigny-sur-Marne est dénommée rue Marcel-et-Georgette-Sembat.